# Sea Shepherd Conservation Society
La Sea Shepherd Conservation Society (SSCS) és una organització sense ànim de lucre que utilitza tàctiques d'acció directa per protegir la vida marina. Encara que Sea Shepherd té la seu a Friday Harbor, Estats Units, utilitza els seus vaixells (MY Steve Irwin, Bob Barker i MV Gojira) en aigües internacionals.
Sea Shepherd fou fundada per en 1977 amb el nom Earth Force Society per Paul Watson, un ex-membre de Greenpeace que fou expulsat d'aquesta organització per demanar accions més contundents en compte de sols accions pacífiques.
Entre les principals activitats realitzades per Sea Shepherd en els darrers anys s'inclouen:
- Enfonsament de vaixells il·legals de caça de balenes
- Sabotatge de xarxes de deriva
- Treball conjunt amb el govern de Costa Rica per aturar la pesca furtiva a l'Illa del Coco
- Assistència a la Guàrdia Costera en tasques de vigilància a les Illes Galàpagos
- Lluita contra la cacera de foques